# Pètal

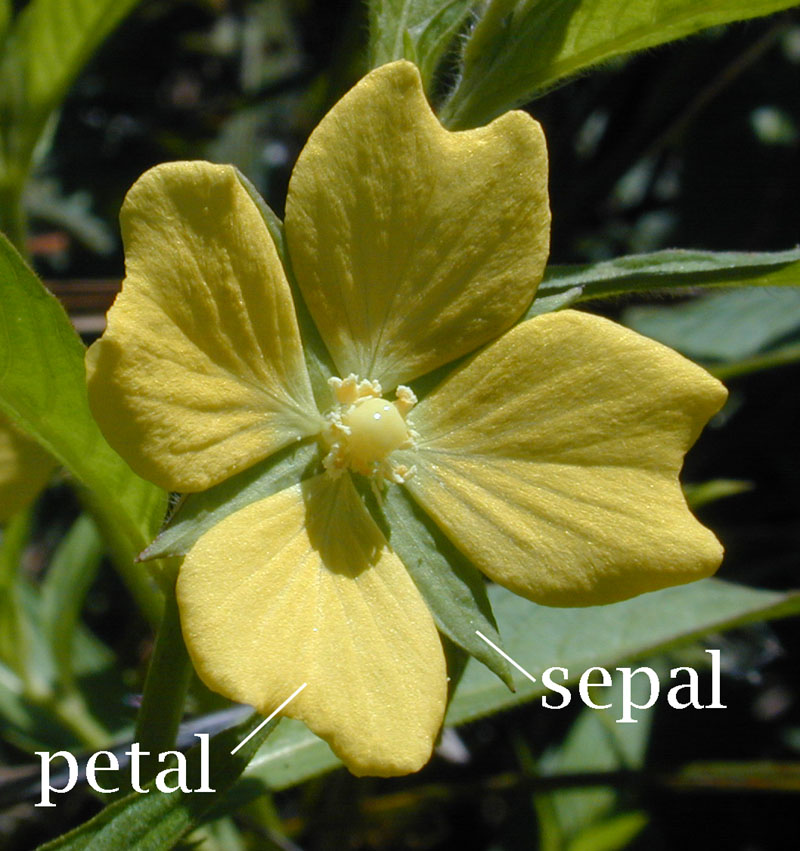
Ludwigia octovalvis mostrant la distinció entre pètals i sèpals. Podem veure que els pètals no estan soldats, i per això és una flor dialipètala.

En la flor, un pètal és cadascuna de les peces que componen la corol·la. Cada pètal es troba sovint diferenciat en ungla (de forma estreta) i làmina o limbe (ample, acolorit i obert). A més, els pètals poden presentar taques de coloració, i sovint de textura i olor diferents i, amb freqüència, presenten senyals de nèctar, de vegades només visibles per l'ull de determinats insectes.
El nombre de pètals d'una flor ajuda a la identificació de la planta: les eudicotiledònies normalment tenen quatre o cinc pètals i les monocotiledònies en tenen tres o algun múltiple de tres.
Els pètals de la corol·la poden ser lliures o bé soldats. En el primer cas diem que la flor és dialipètala i en el segon gamopètala (o simpètala).
Si entre els pètals sorgeixen peces del verticil immediat (fulles, estams o d'altres), aquestes peces es diuen alternipètales.

## Variacions

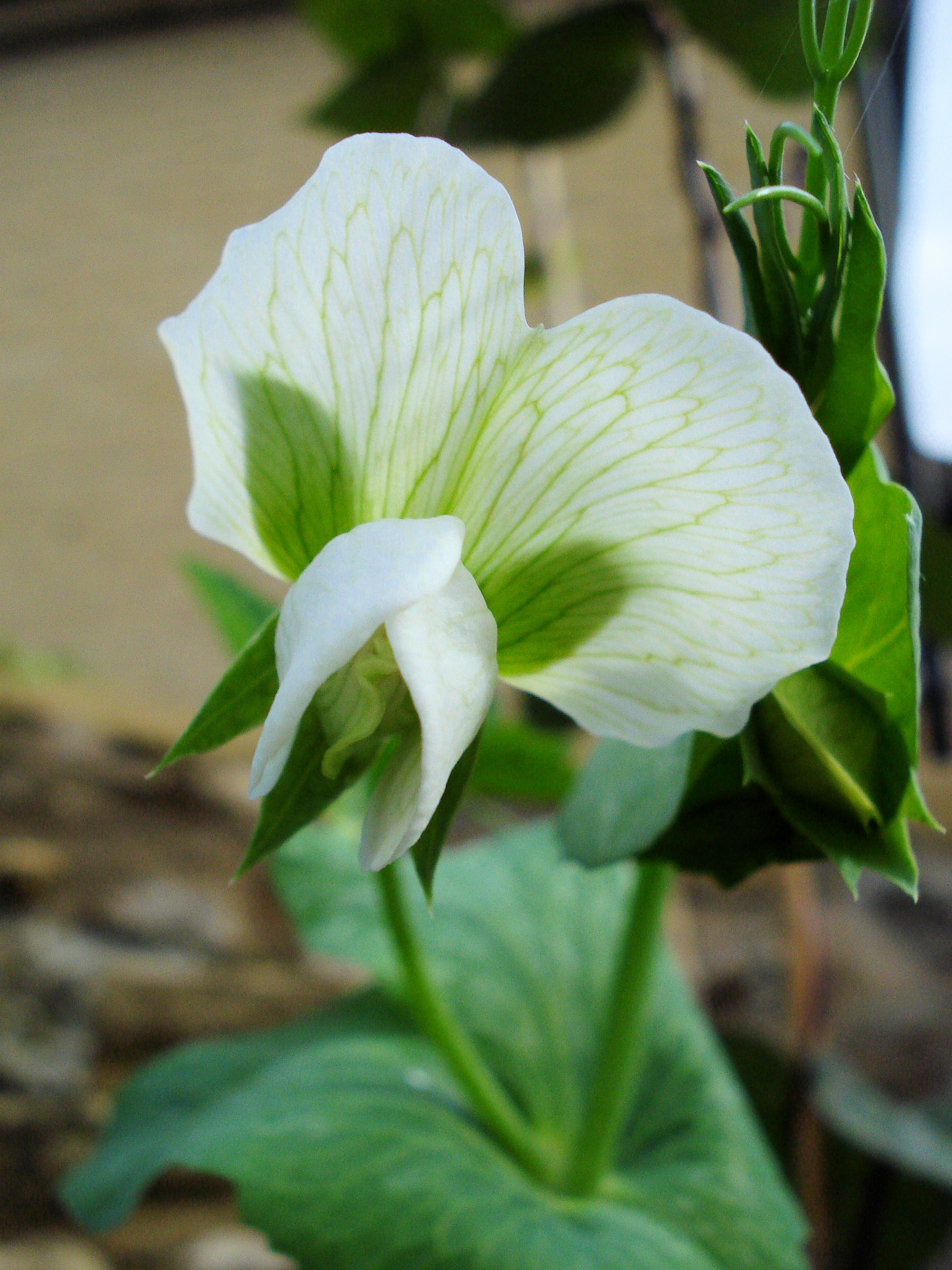
Flor zigomòrfica de pesolera

Els pètals sovint són la part més vistosa de la flor, tanmateix les flors d'algunes espècies no tenen pètals o els tenen molt reduïts. Aquestes flors s'anomenen apètales. Exemples de flors amb periants molt reduïts són les gramínies (Poaceae).
La forma dels pètals varia considerablement entre les plantes amb flors.

## Tipus de pètals
El pètals es poden classificar en:
- Enters: Si no presenten entrants ni sortints al marge.
- Lobulats o escotats: Quan presenten una escotadura no gaire marcada a la part superior.
- Bífids: Quan presenten una escotadura profunda a la part superior.
- Lacitinats: Quan es presenten entrants i sortints molt profunds a la part superior de manera que el pètal apareix dividit.